# Митруш Календрали
Димитър (Митруш) Календрали е български революционер, сярски деец на Вътрешната македоно-одринска революционна организация.

## Биография
Митруш Календрали е роден в сярското село Календра, тогава в Османската империя. Включва се в четата на Коста Мухчината в Сярско преди утвърждаването на ВМОРО в района. През 1897 година четата е разбита и заловена, а през 1903 година са амнистирани, но после отново арестувани.
След това при Сярската афера на ВМОРО от есента на 1905 година Митруш Календрали е сред арестуваните от османските власти.